# Redemption Process
Redemption Process — четвёртый альбом французской симфоник-блэк-метал-группы Anorexia Nervosa, вышедший в 2004 году.

## Об альбоме
В состав очередного альбома Anorexia Nervosa вошло семь оригинальных композиций, а также кавер-версия песни «Les Tsars» группы Indochine, выпущенная скрытым треком. В дополнение к ним корейское издание содержало демо-версии песен «Codex Veritas» и «Sister September», а японское — новую версию песни «Stabat Mater Dolorosa» с предыдущего альбома и кавер-версию песни X Japan «I’ll Kill You».
Запись альбома прошла во французской студии Drudenhaus Studios летом 2004 года. Сведение состоялось в шведской студии Cutting Room.
На сайте AllMusic альбом получил оценку три с половиной звезды из пяти. Эдуардо Ривадавия скептически заметил, что группа достигла больших высот в копировании симфонического творчества норвежской блэк-метал группы Dimmu Borgir, однако признал, что это само по себе не так плохо: «Anorexia Nervosa до сих пор обязаны ранним достижениям Borgir, но это не значит, что они не входят в число лучших в том, чем занимаются».

## Список композиций
Основное издание
1. «The Shining»
2. «Antinferno»
3. «Sister September»
4. «Worship Manifesto»
5. «Codex-Veritas»
6. «An Amen»
7. «The Sacrament»
8. «Les Tzars» (кавер Indochine)

Бонус-треки японского издания
1. «Stabat Mater Dolorosa» (версия 2004 года)
2. «I'll Kill You» (кавер X Japan)

Бонус-треки корейского издания
1. «Sister September» (демо-версия)
2. «Codex-Veritas» (демо-версия)